# Sybaguasu anemum
Sybaguasu anemum är en skalbaggsart som beskrevs av Martins och Maria Helena M. Galileo 2004. Sybaguasu anemum ingår i släktet Sybaguasu och familjen långhorningar.
Artens utbredningsområde är Panama. Inga underarter finns listade i Catalogue of Life.